# Helotiales

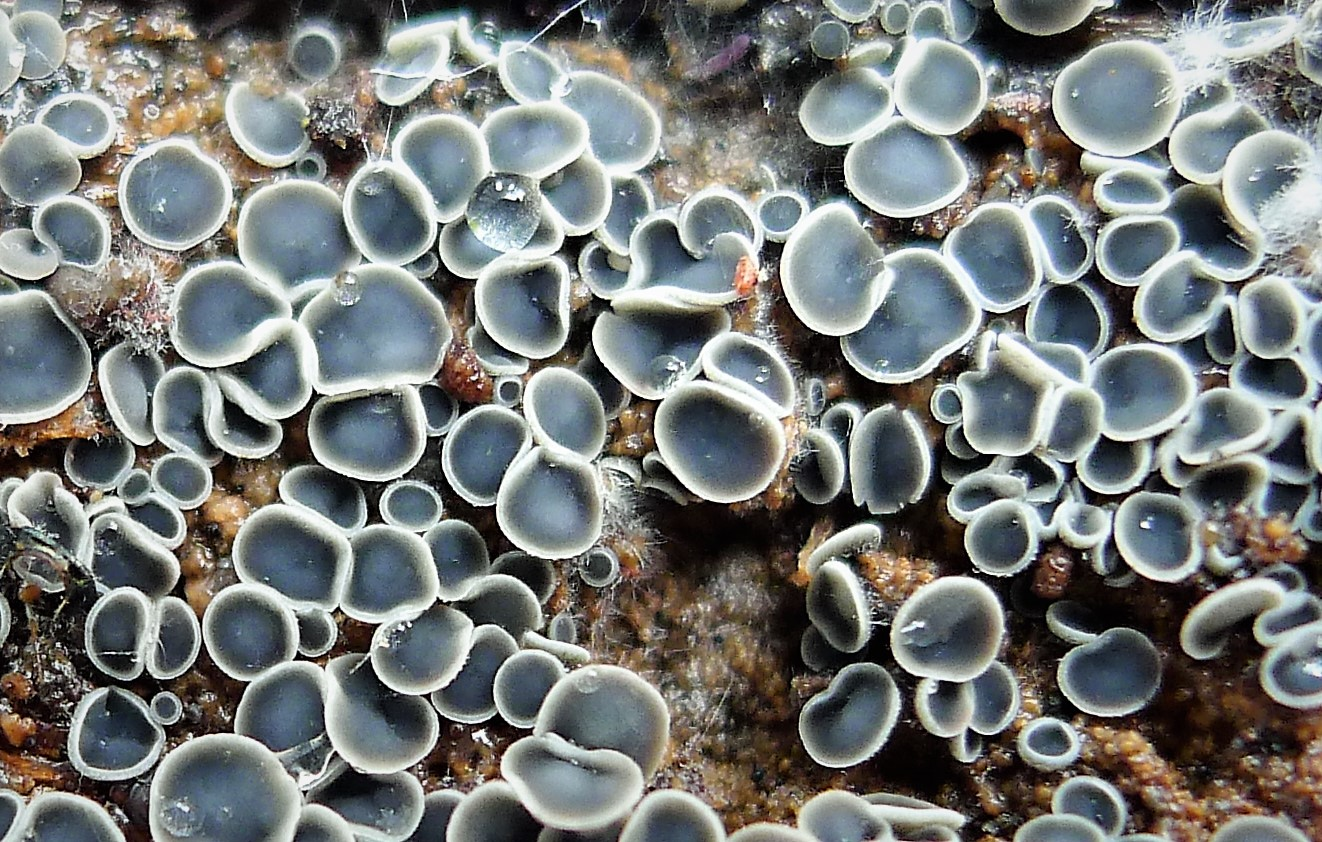
Das Aschgraue Weichbecherchen Mollisia cinerea aus der Familie der Dermateaceae

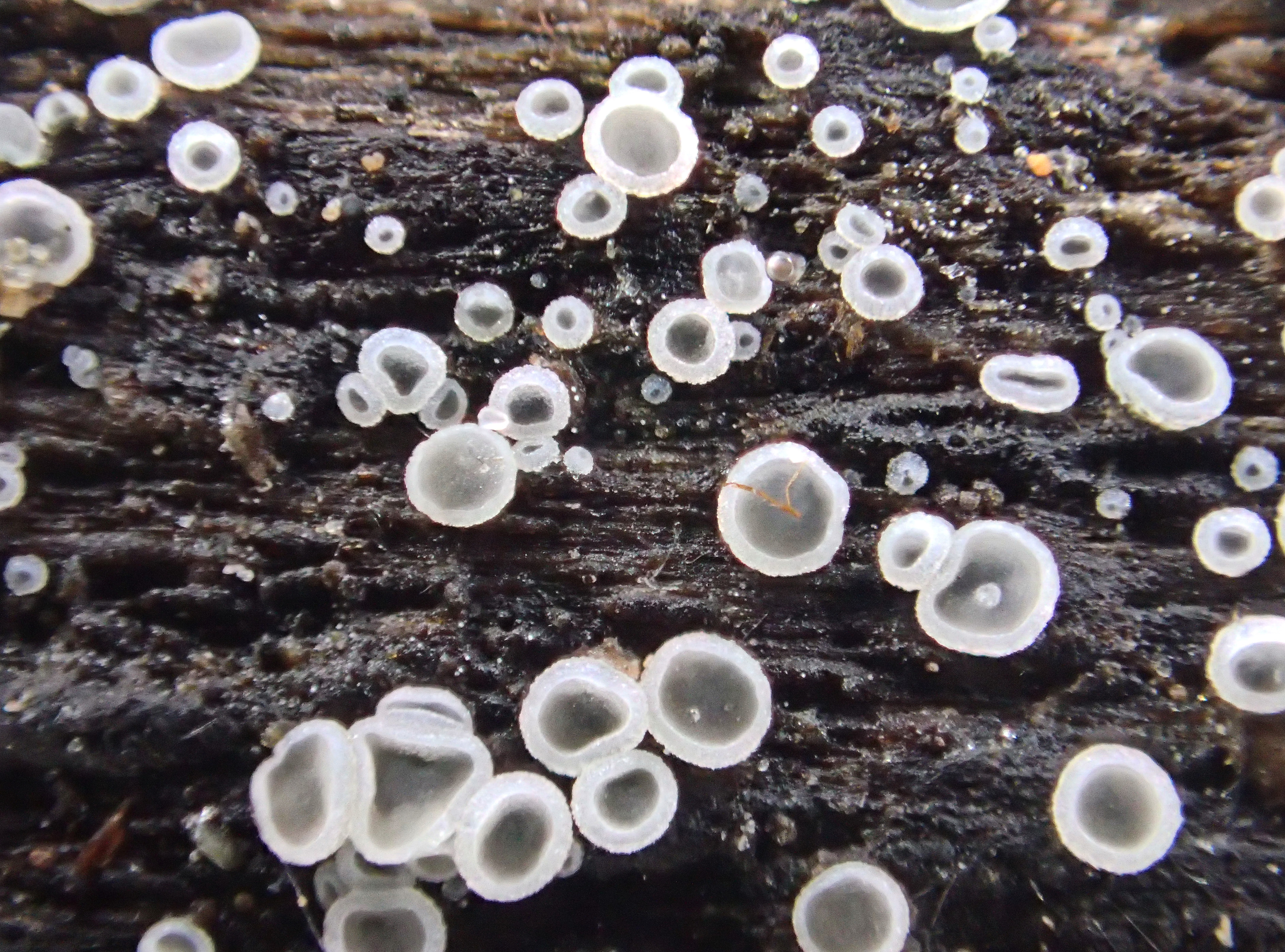
Mollisia benesuada aus der Familie der Dermateaceae

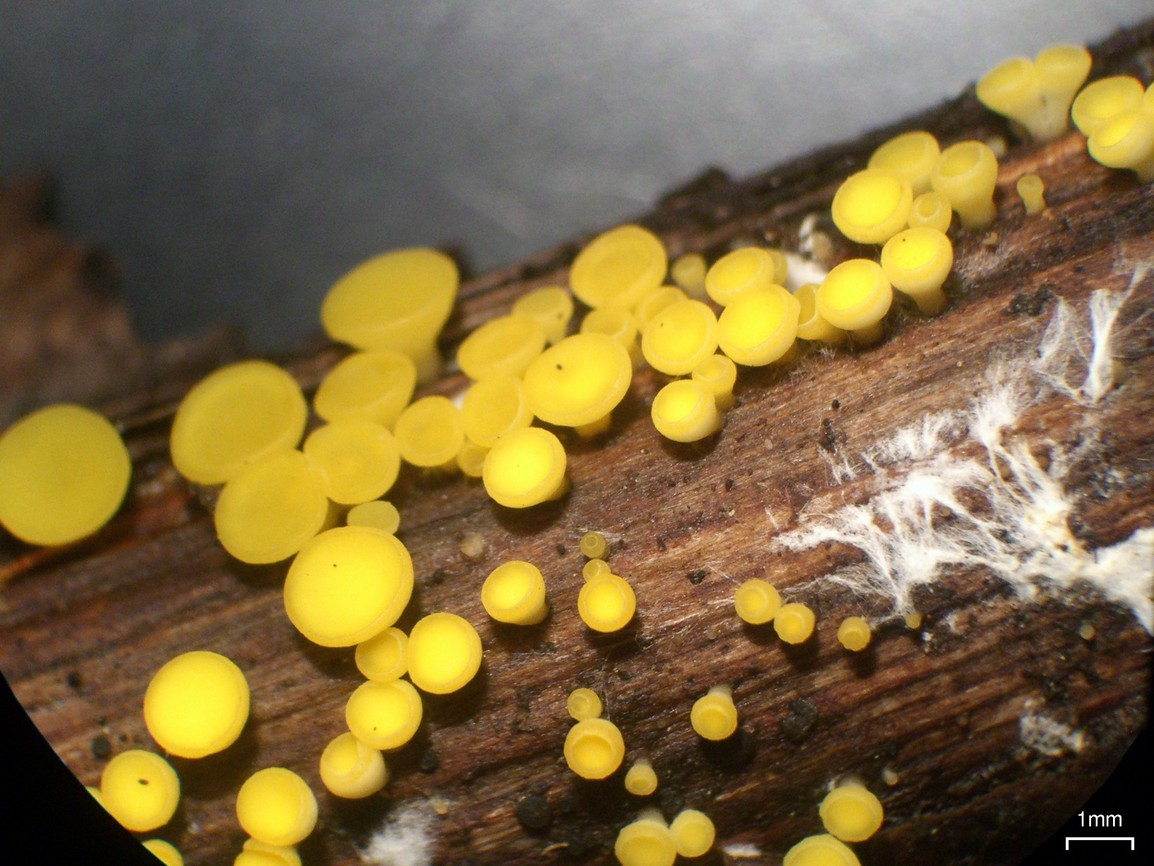
Das zitronengelbe Reisigbecherchen Bisporella citrina gehört zur Familie der Helotiaceae

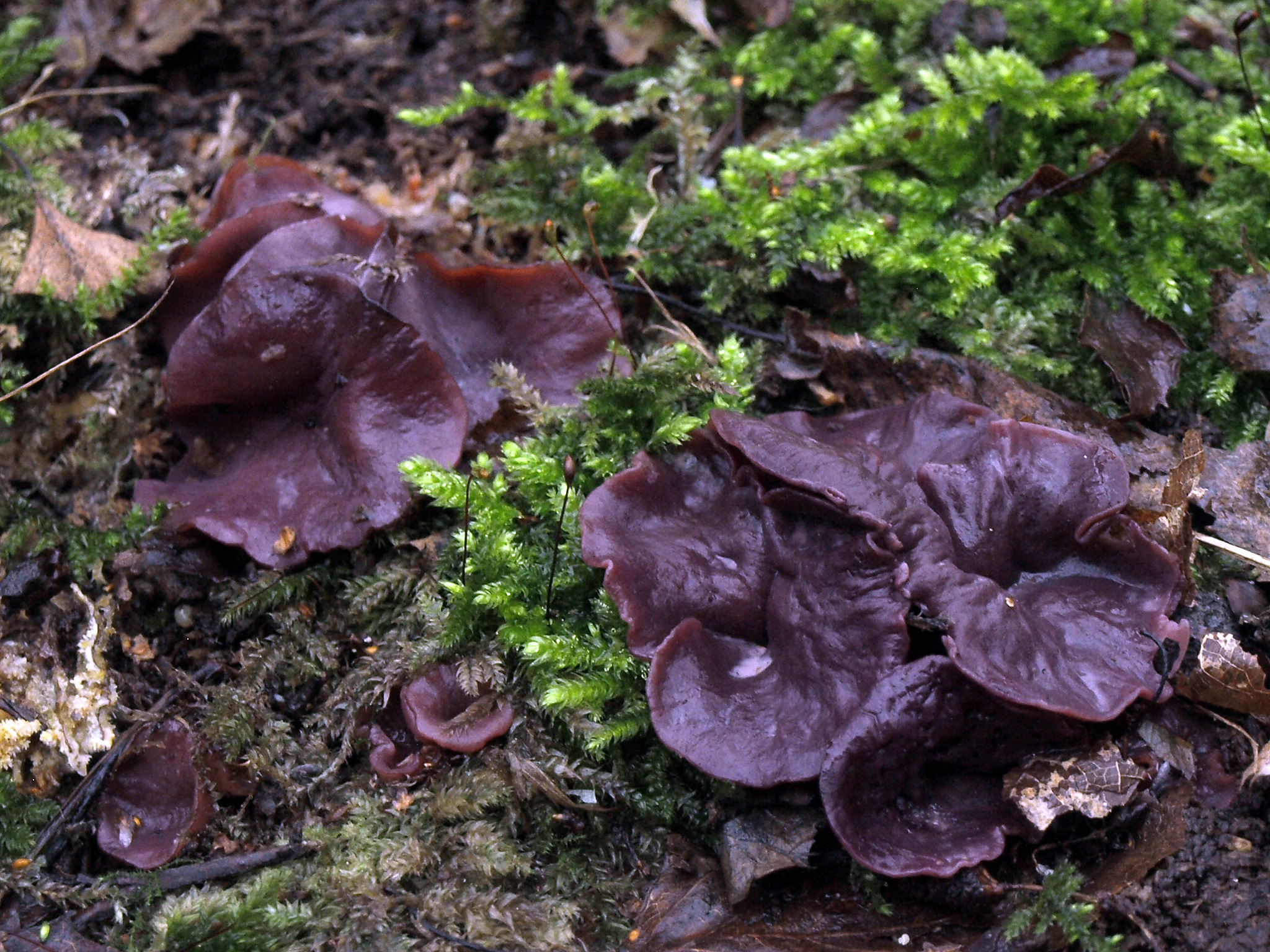
Der Großsporiger Gallertbecher Ascocoryne cylichnium, aus der Familie der Helotiaceae

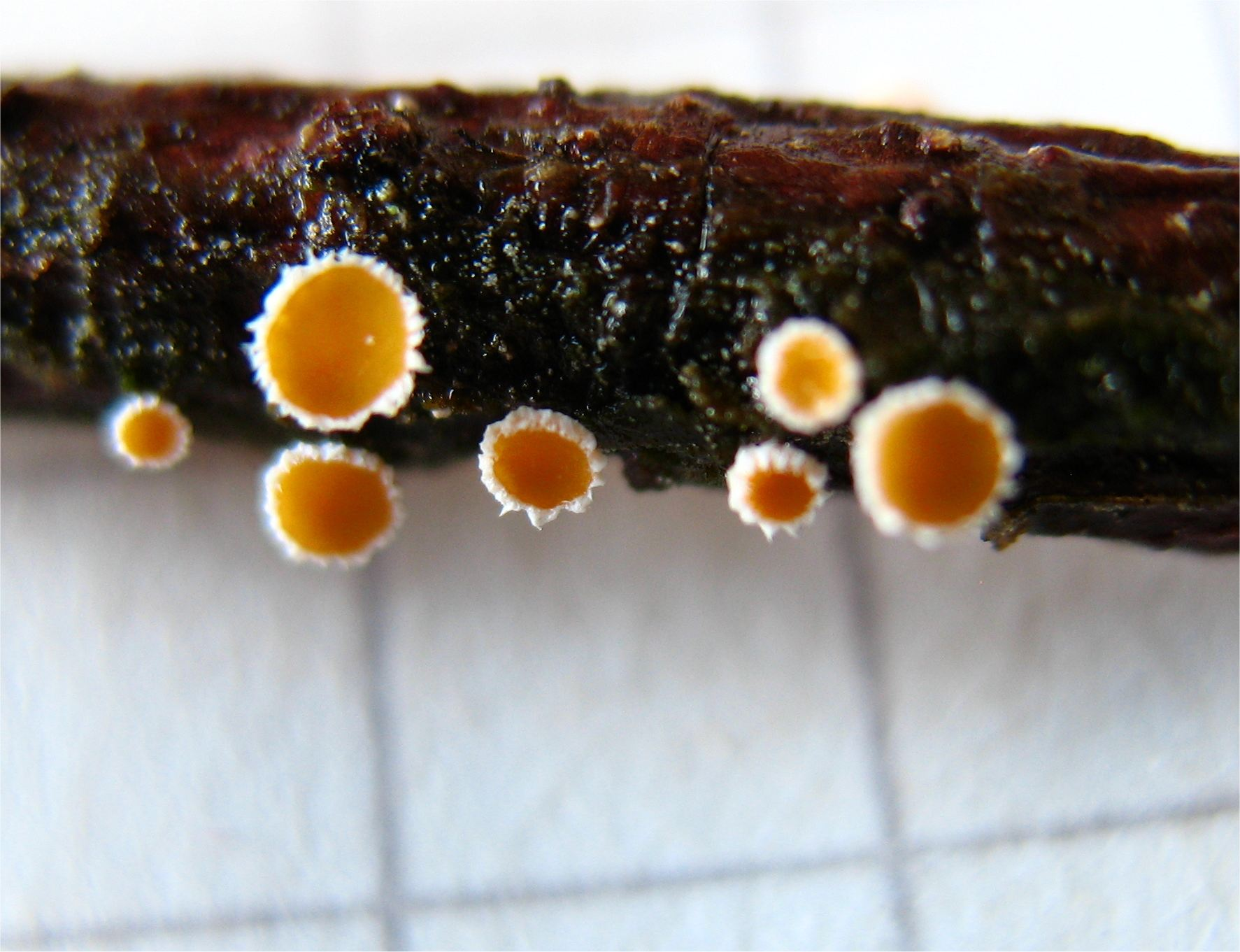
Lachnellula abietis, der Gattung Lachnellula aus der Familie der Hyaloscyphaceae

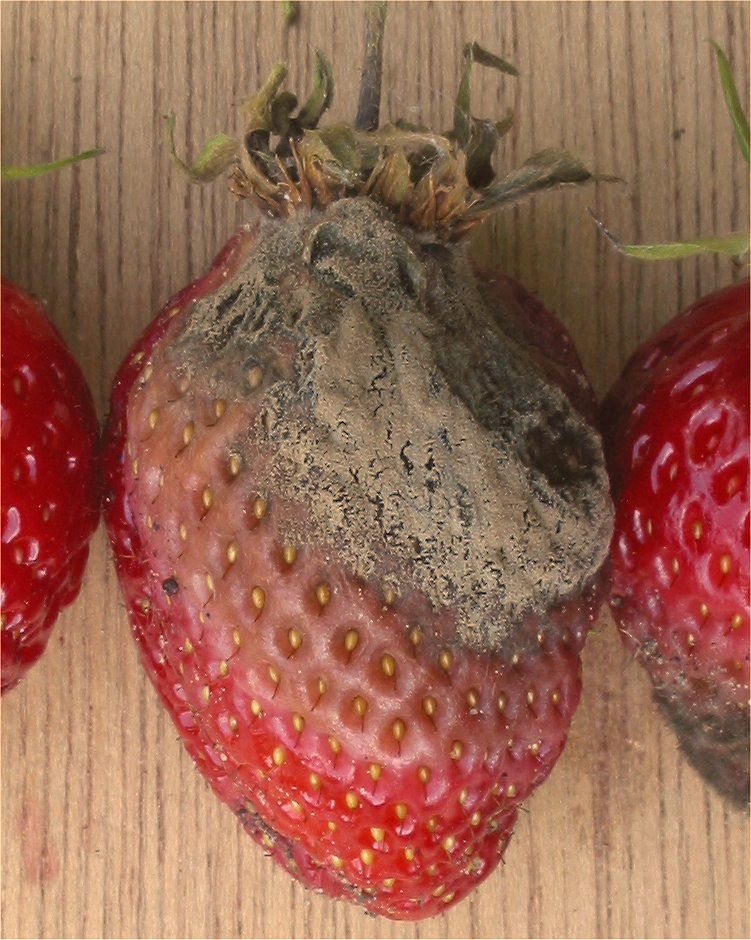
Grauschimmelfäule Botrytis cinerea auf Erdbeere (Familie: Sclerotiniaceae, Gattung: Botrytis)

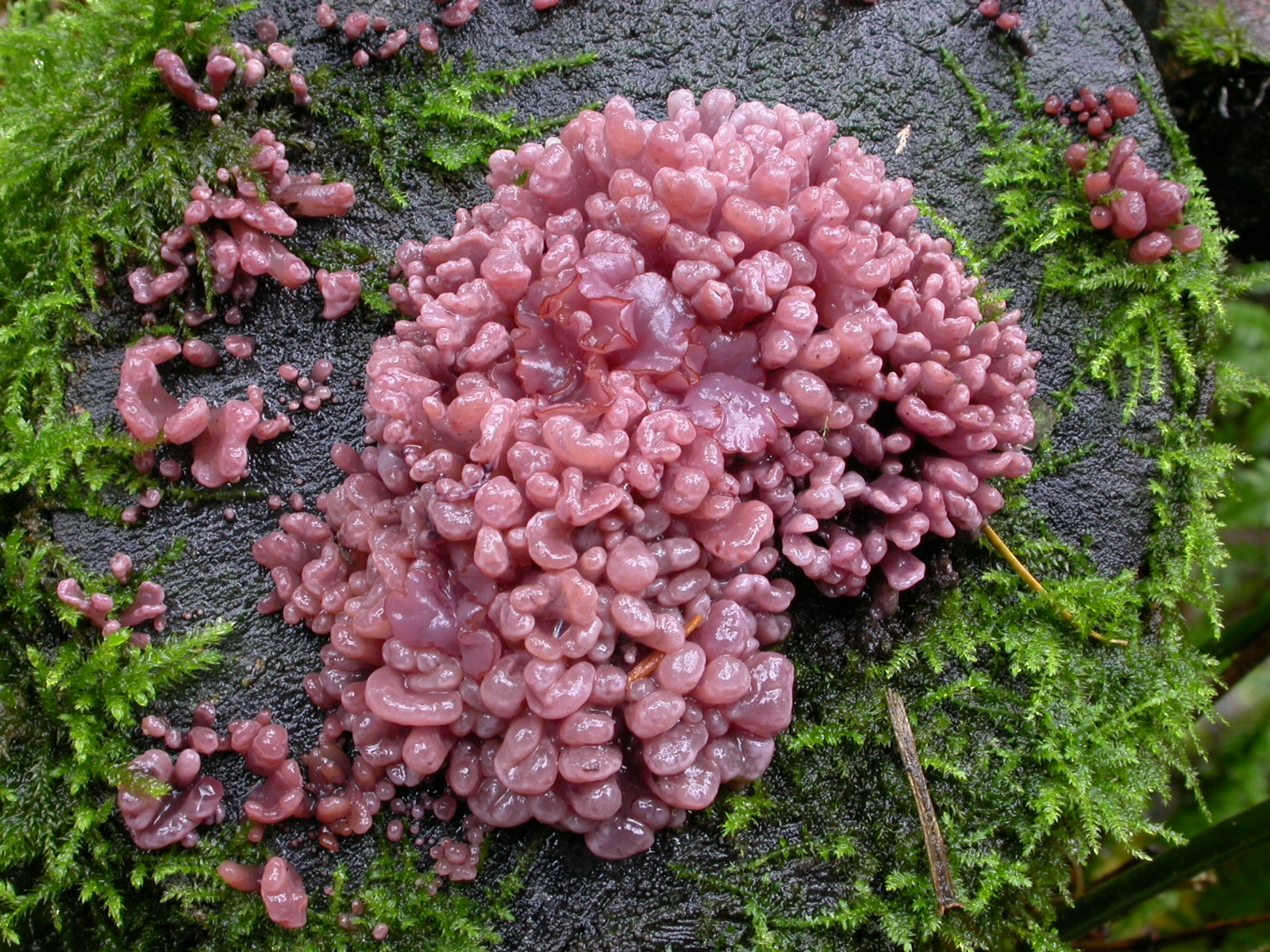
Fleischroter Gallertbecher Ascocoryne sarcoides

Die Helotiales, früher auch Leotiales genannt, bilden innerhalb der Klasse der Leotiomycetes eine Ordnung der Schlauchpilze (Ascomycota), die mehrere tausend Arten umfasst, mit einer großen morphologischen Vielfalt innerhalb der Familien sowie der einzelnen Gattungen.
Die Pilze besiedeln entweder als Saprobionten (bzw. Saprophyten) organisches Material oder leben parasitär als Pflanzenparasiten.

## Merkmale
Die Helotiales sind sehr divers. Ihre meist klar voneinander abgegrenzten Fruchtkörper sind Apothecien mit Fruchtschicht, die entweder direkt auf der Wirtspflanze, dem organischen Material oder dem Erdboden ausgebildet werden. Manche Familien wie die Echten Mehltaupilze haben allerdings keine klaren Fruchtkörper, sondern sind nur als mehliger Belag auf den Wirtspflanzen erkennbar. Sie bilden die Ascosporen in kleinen kugeligen Gebilden, den Chasmothecien.

## Lebensweise
Die Vertreter der Helotiales leben entweder parasitär, als Pflanzenpathogene, Endophyten, Nematophage Pilze, Mykorrhiza-bildende Pilze, als Pilz-Parasiten, oder als terrestrische und aquatische Saprophyten (bzw. Saprobionten).
In dieser Gruppe sind auch ericoide Pilzarten vertreten. Hierbei handelt es sich um Pilze, die mit verschiedenen Arten der Heidekrautgewächse (Ericaceae) als Mykorrhiza eine Symbiose eingehen. Die Pilzart Hyaloscypha hepaticicola ist ein Beispiel hierfür. Beispielarten der Ericaceae sind Vertreter der Gattungen Erica (Heidekräuter), Rhododendron, Heidelbeeren (Vaccinium) sowie die Besenheide (Calluna vulgaris). Die Pilze bilden mit ihren Hyphen ein Geflecht um die Pflanzenwurzeln und
dringen in die Zellen der Pflanze ein. Die Hyphen befinden sich also innerhalb der Pflanzenzelle, es handelt sich um eine Endomykorrhiza. Der Pilz bildet knäuelartige Strukturen innerhalb der Zelle. Die Pflanze wird von dem Pilz mit Stickstoff versorgt. Unter extremen Bedingungen, wenn die Pflanze unter starken Stress steht, kann der Pilz auch Kohlenhydrate (Zucker) liefern.

## Systematik
Helotiales zählen zu den Echten Schlauchpilzen (Euascomycetes).
Die Vertreter der Helotiales waren lange keine natürliche Verwandtschaftsgruppe, sie waren paraphyletisch. Eine Aufteilung in mehrere monophyletische Ordnungen in nächster Zeit galt als wahrscheinlich. Crous et al. (2014) stellten fest, dass die Phacidiaceae klar eigenständig sind, und reetablierten die bereits 1917 von Franz Xaver Rudolf von Höhnel beschriebene Ordnung der Phacidiales, die bisher nur als Synonym der Helotiales gegolten hatte. Sie bilden nun eine Schwesterklade zu den Helotiales. Die Schmutzbecherlingsverwandten (Bulgariaceae), die bisher als eigenständige Familie ebenfalls zu den Helotiales gehört hatten, wurden als Teil der Phacidiaceae erkannt und sind daher nur noch ein Synonym. Beide Namen (Bulgariaceae und Phacidiaceae) wurden gleichzeitig publiziert, da aber die Phacidiaceae mehr Arten umfasst, wurde diesem Namen der Vorzug gegenüber Bulgariacae gegeben. Die Echten Mehltaupilze, die lange die Ordnung Erysiphales bildeten, waren allerdings klar innerhalb der Helotiales und wurden als Familie der Erysiphaceae 2021 in die Helotiales integriert. Ebenso wird die Gattung Cyttaria, die vorher eine eigene Ordnung der Golfkugelpilzartigen (Cyttariales) bildete,  inzwischen nur noch als Familie Cyttariaceae geführt.
Mit Stand 2022 gehören nun folgende Familien zu den Helotiales (mit ausgewählten Gattungen):
- Amicodiscaceae[8] mit einziger Gattung Amicodisca
- Arachnopezizaceae mit fünf Gattungen
- Ascocorticiaceae mit drei Gattungen
- Rindenschorfverwandte (Ascodichaenaceae) mit zwei Gattungen z. B. mit dem Buchen-Rindenschorf (Ascodichaena rugosa)
- Bryoglossaceae mit drei Gattungen
- Calloriaceae mit 14 Gattungen
- Cenangiaceae mit elf Gattungen inklusive der früheren Familie Hemiphacidiaceae mit fünf Gattungen. Die Vertreter sind Pathogene an Pflanzenblättern und bilden kleine einfache Apothecien unter der Blattoberfläche, die sie während des Wachstums durchstoßen.
- Chlorociboriaceae mit zwei Gattungen z. B. mit dem Kleinsporigen Grünspanbecherling (Chlorociboria aeruginascens)
- Chlorospleniaceae mit nur einer Gattung Chlorosplenium
- Chrysodiscaceae mit nur einer Gattung Chrysodisca
- Cordieritidaceae mit 18 Gattungen
- Cyttariaceae mit nur einer Gattung Cyttaria
- Dermateaceae mit 14 Gattungen, früher 77 Gattungen, heterogene, kaum untersuchte Familie. Sie bilden kleine fleischige Apothecien auf Pflanzen. Das Excipulum besteht aus dickwandigen runden bis eckigen Zellen.
- Discinellaceae mit 12 Gattungen
- Drepanopezizaceae mit acht Gattungen
  - Diplocarpon
    - Marssonina-Blattfallkrankheit (Diplocarpon mali)
    - Sternrußtau (Diplocarpon rosae)
- Echte Mehltaupilze (Erysiphaceae) mit 20 Gattungen
- Gelatinodiscaceae mit neun Gattungen
- Godroniaceae mit fünf Gattungen
- Helotiaceae mit 31 Gattungen
- Heterosphaeriaceae mit nur einer Gattung Heterosphaeria
- Hyaloscyphaceae mit 38 Gattungen
- Lachnaceae mit 17 Gattungen
- Leptodontidiaceae mit nur einer Gattung Leptodontidium
- Loramycetaceae mit zwei Gattungen. Sie leben aquatisch.
- Mitrulaceae mit einziger Gattung Haubenpilze (Mitrula) und 16 Arten, darunter der Sumpf-Haubenpilz (Mitrula paludosa)[12][13]
- Mollisiaceae mit 19 Gattungen
  - Weichbecherchen (Mollisia)
  - Filzbecherchen (Tapesia)
- Myxotrichaceae mit drei Gattungen
- Neolauriomycetaceae mit drei Gattungen
- Patellariopsidaceae mit nur einer Gattung Patellariopsis
- Pezizellaceae (inkl. Porodiplodiaceae und Bloxamiaceae) mit 28 Gattungen
- Ploettnerulaceae mit 13 Gattungen
- Stromabecherverwandte (Rutstroemiaceae) mit sieben Gattungen
- Sklerotienbecherlingsverwandte (Sclerotiniaceae) mit 30 Gattungen
- Tricladiaceae mit nur einer Gattung Tricladia
- Vibrisseaceae mit sechs Gattungen

Daneben gibt es noch 144 Gattungen innerhalb der Helotiales mit unsicherer Stellung.
Die früher zu den Helotiales gestellte Familie Gallertkäppchenverwandte (Leotiaceae) gehören nun in die Ordnung Leotiales.